# Greenup, Illinois
Greenup är en by i Cumberland County i den amerikanska delstaten Illinois med en yta av 4 km² och en folkmängd, som uppgår till 1 498 invånare (2006). Byn har fått sitt namn efter lantmätaren William C. Greenup. Greenup var administrativ huvudort i Cumberland County 1843–1857.